# Pristimantis avicuporum
Pristimantis avicuporum es una especie de anfibio anuro de la familia Craugastoridae.

## Distribución
Esta especie es endémica de la provincia de Bagua en la región Amazonas de Perú. Habita entre los 1700 y 2030 m de altitud en la vertiente occidental de la Cordillera Colán.

## Descripción
El macho mide 25.2 mm y las hembras de 31.0 a 34.3 mm.

## Publicación original
- Duellman & Pramuk, 1999 : Frogs of the genus Eleutherodactylus (Anura: Leptodactylidae) in the Andes of northern Peru. Scientific Papers Natural History Museum the University of Kansas, n.º 13, p. 1-78[5]